# Saint-Aubin-sur-Aire
Pour les articles homonymes, voir Saint-Aubin.
Saint-Aubin-sur-Aire est une commune française située dans le département de la Meuse, en région Grand Est. Ses habitants sont appelés les Saint-Aubinois.

## Géographie

### Communes limitrophes
| Erneville-aux-Bois | Saulvaux             | Saulvaux         |
| Erneville-aux-Bois | Saint-Aubin-sur-Aire | Saulvaux         |
| Chanteraine        | Méligny-le-Grand     | Méligny-le-Grand |

### Hydrographie
La commune est traversée par la ligne de partage des eaux entre les bassins versants de la Meuse et de la Seine au sein respectivement du bassin Rhin-Meuse et du bassin Seine-Normandie. Elle est drainée par l'Aire, le Fossé 02 de la commune de Saint-Aubin-sur-Aire et le Fossé 04 de la commune de Saint-Aubin-sur-Aire,.
L'Aire, d'une longueur de 125 km, prend sa source dans la commune, à 324 m d'altitude, et se jette  dans l'Aisne, en rive droite à Senuc, à 104 m d'altitude, après avoir traversé 36 communes. 

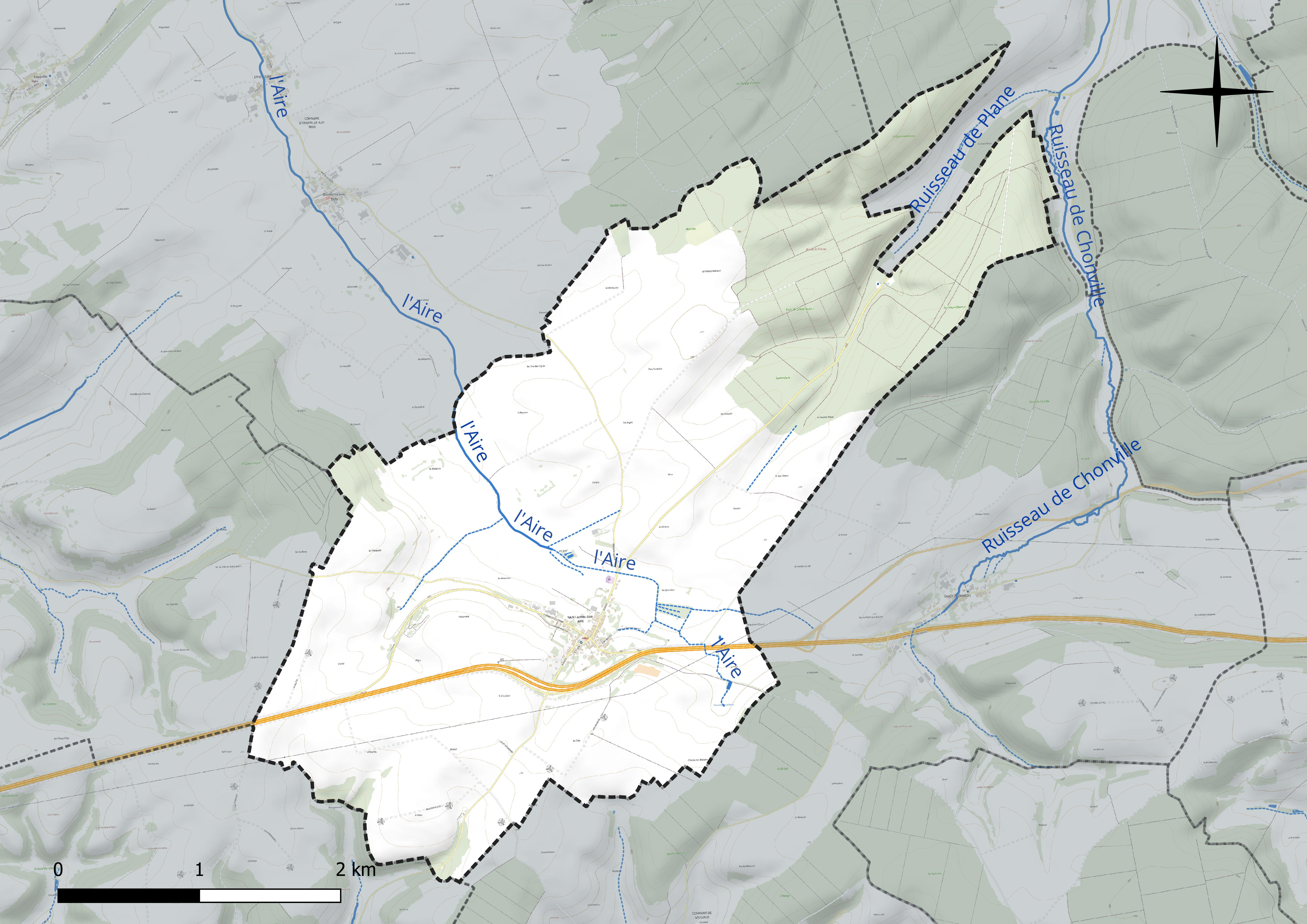
Réseau hydrographique de Saint-Aubin-sur-Aire.

### Climat
Pour des articles plus généraux, voir Climat du Grand Est et Climat de la Meuse.
En 2010, le climat de la commune est de type climat de montagne, selon une étude du Centre national de la recherche scientifique s'appuyant sur une série de données couvrant la période 1971-2000. En 2020, Météo-France publie une typologie des climats de la France métropolitaine dans laquelle la commune est exposée à un climat océanique altéré et est dans la région climatique  Lorraine, plateau de Langres, Morvan, caractérisée par un hiver rude (1,5 °C), des vents modérés et des brouillards fréquents en automne et hiver. 
Pour la période 1971-2000, la température annuelle moyenne est de 9,6 °C, avec une amplitude thermique annuelle de 16 °C. Le cumul annuel moyen de précipitations est de 1 092 mm, avec 13,9 jours de précipitations en janvier et 9,9 jours en juillet. Pour la période 1991-2020, la température moyenne annuelle observée sur la station météorologique de Météo-France la plus proche, « Erneville aux Bois_sapc », sur la commune d'Erneville-aux-Bois à 5 km à vol d'oiseau, est de 9,9 °C et le cumul annuel moyen de précipitations est de 1 021,5 mm. 
La température maximale relevée sur cette station est de 39,4 °C, atteinte le 25 juillet 2019 ; la température minimale est de −24,2 °C, atteinte le 18 février 1956,,. 
Les paramètres climatiques de la commune ont été estimés pour le milieu du siècle (2041-2070) selon différents scénarios d'émission de gaz à effet de serre à partir des nouvelles projections climatiques de référence DRIAS-2020. Ils sont consultables sur un site dédié publié par Météo-France en novembre 2022.

## Urbanisme

### Typologie
Au 1er janvier 2024, Saint-Aubin-sur-Aire est catégorisée commune rurale à habitat dispersé, selon la nouvelle grille communale de densité à sept niveaux définie par l'Insee en 2022.
Elle est située hors unité urbaine et hors attraction des villes,.

### Occupation des sols
L'occupation des sols de la commune, telle qu'elle ressort de la base de données européenne d’occupation biophysique des sols Corine Land Cover (CLC), est marquée par l'importance des territoires agricoles (73,2 % en 2018), une proportion identique à celle de 1990 (73,2 %). La répartition détaillée en 2018 est la suivante : 
terres arables (65,1 %), forêts (21,7 %), prairies (8,1 %), milieux à végétation arbustive et/ou herbacée (3,4 %), zones urbanisées (1,8 %). L'évolution de l’occupation des sols de la commune et de ses infrastructures peut être observée sur les différentes représentations cartographiques du territoire : la carte de Cassini (XVIIIe siècle), la carte d'état-major (1820-1866) et les cartes ou photos aériennes de l'IGN pour la période actuelle (1950 à aujourd'hui).

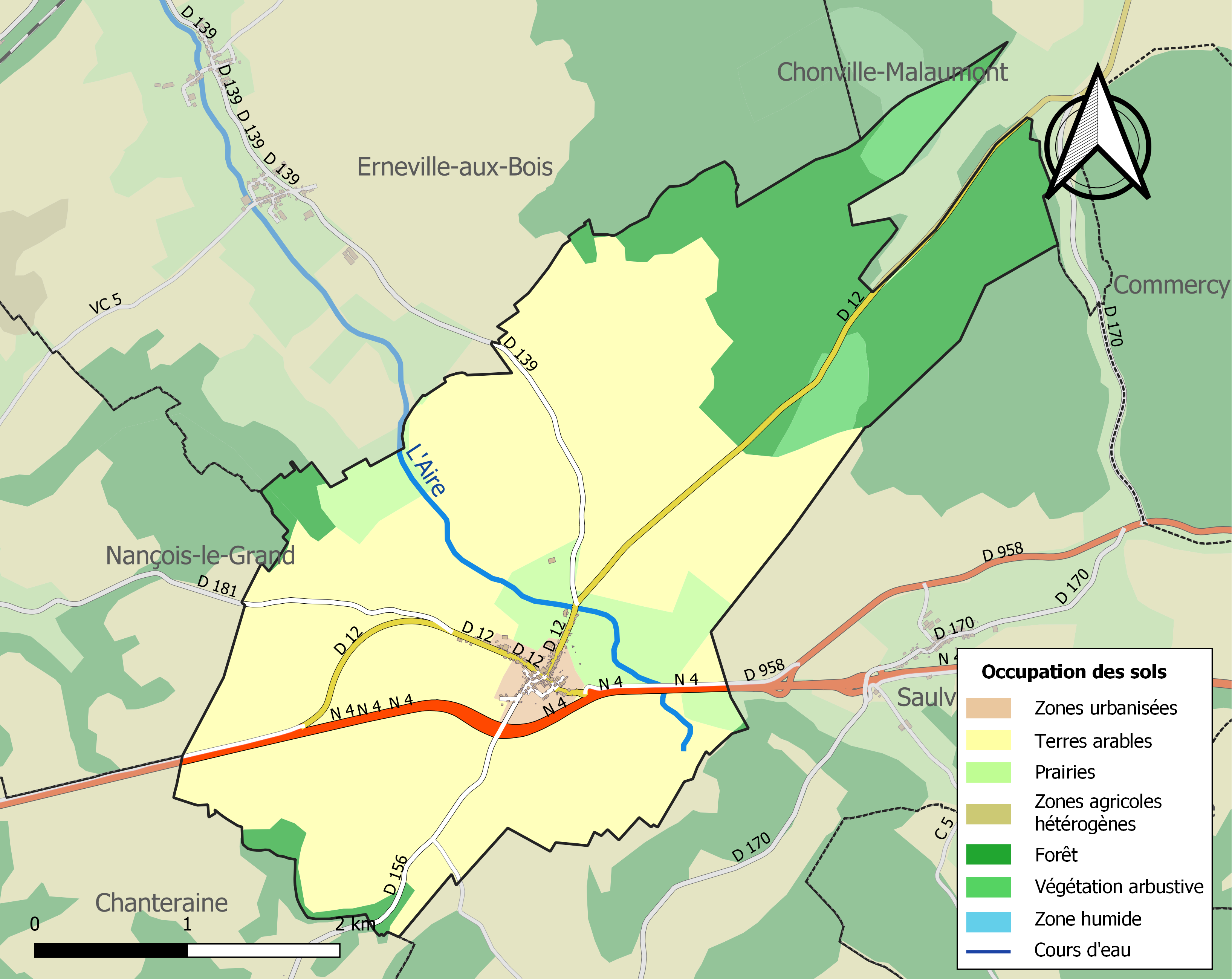
Carte des infrastructures et de l'occupation des sols de la commune en 2018 (CLC).

## Toponymie
Le nom de la commune est retrouvé sous la forme Saint Aubin aux Anges en 1793, puis Saint-Aubin en 1801. La forme actuelle Saint-Aubin-sur-Aire est retrouvée en 1888.
Saint-Aubin est un hagiotoponyme qui fait référence à saint Aubin, évêque d'Angers, et à l'Aire qui traverse le bas du village juste après avoir pris sa source à proximité.

## Politique et administration
| Période                                  | Période   | Identité            | Étiquette | Qualité |
| ---------------------------------------- | --------- | ------------------- | --------- | ------- |
| Les données manquantes sont à compléter. |           |                     |           |         |
| mars 1983                                | 2008      | Pierre Klein        |           |         |
| mars 2008                                | mars 2014 | Michèle Piana       |           |         |
| mars 2014                                | mai 2020  | Luc Fallon          |           |         |
| mai 2020                                 | En cours  | Hugues Beauseigneur |           |         |

## Population et société

### Démographie
L'évolution du nombre d'habitants est connue à travers les recensements de la population effectués dans la commune depuis 1793. Pour les communes de moins de 10 000 habitants, une enquête de recensement portant sur toute la population est réalisée tous les cinq ans, les populations de référence des années intermédiaires étant quant à elles estimées par interpolation ou extrapolation. Pour la commune, le premier recensement exhaustif entrant dans le cadre du nouveau dispositif a été réalisé en 2006.

En 2022, la commune comptait 177 habitants, en évolution de +4,12 % par rapport à 2016 (Meuse : −4,4 %, France hors Mayotte : +2,11 %).
| 1793 | 1800 | 1806 | 1821 | 1831 | 1836 | 1841 | 1846 | 1851 |
| ---- | ---- | ---- | ---- | ---- | ---- | ---- | ---- | ---- |
| 581  | 505  | 615  | 589  | 621  | 578  | 558  | 604  | 592  |

| 1856 | 1861 | 1866 | 1872 | 1876 | 1881 | 1886 | 1891 | 1896 |
| ---- | ---- | ---- | ---- | ---- | ---- | ---- | ---- | ---- |
| 548  | 511  | 491  | 446  | 425  | 336  | 339  | 312  | 302  |

| 1901 | 1906 | 1911 | 1921 | 1926 | 1931 | 1936 | 1946 | 1954 |
| ---- | ---- | ---- | ---- | ---- | ---- | ---- | ---- | ---- |
| 282  | 285  | 282  | 250  | 221  | 220  | 219  | 220  | 219  |

| 1962 | 1968 | 1975 | 1982 | 1990 | 1999 | 2006 | 2011 | 2016 |
| ---- | ---- | ---- | ---- | ---- | ---- | ---- | ---- | ---- |
| 206  | 189  | 181  | 160  | 150  | 156  | 168  | 169  | 170  |

| 2021 | 2022 | - | - | - | - | - | - | - |
| ---- | ---- | - | - | - | - | - | - | - |
| 173  | 177  | - | - | - | - | - | - | - |

## Culture locale et patrimoine

### Lieux et monuments
- Église Saint-Aubin.

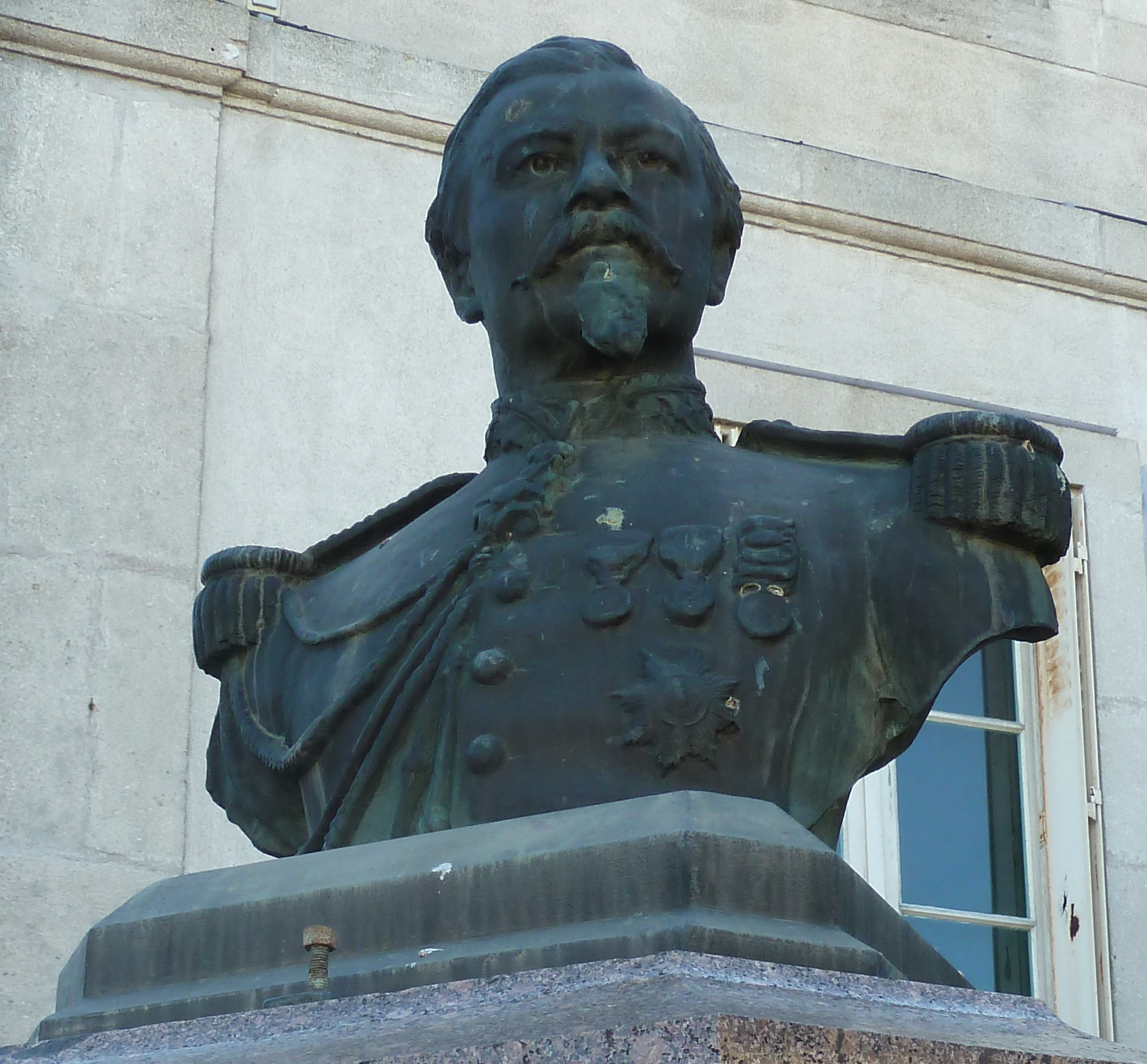
Buste du général Colson.

- Buste du général Colson devant la mairie.
- Deux fontaines, une à côté de l'église et une rue du Charry.
- Un calvaire situé à l'entrée du village, au niveau de la bretelle de sortie de la RN 4.

### Personnalités liées à la commune
- Jean-Baptiste Durival, historien, né le 4 juillet 1725 à Saint-Aubin-sur-Aire et mort le 14 février 1810 à Heillecourt.
- Jean-Baptiste Aubry (né à Saint-Aubin-sur-Aire le 17 avril 1736, mort à Commercy le 1er juin 1813), ecclésiastique, fut député du clergé aux États généraux de 1789 puis évêque constitutionnel de la Meuse de 1791 à 1801.
- Jean-Louis Vivenot (1767-1817) militaire, homme politique, député de la Meuse en 1815, pendant les Cent-Jours.
- Joseph Émile Colson, général, né le 29 janvier 1821 à Saint-Aubin-sur-Aire, mort le 6 août 1870 à Frœschwiller.
- Roger Liouville (1856-1930), ingénieur de l’armement, travaux couronnés en 1897 du Prix Poncelet.
- Charles Lallemand, géophysicien, né le 7 mars 1857 à Saint-Aubin-sur-Aire, mort le 1er février 1938 à Vecqueville : une rue du village porte son nom.

### Héraldique
| Blason de Saint-Aubin-sur-Aire | Blason  | D'or à la tête de cheval de gueules bridée d'argent, mantelé d'azur à deux croisettes pommetées au pied fiché d'argent surmontées d'une trangle ondée d'or. |
| Blason de Saint-Aubin-sur-Aire | Détails | Création de R.A. Louis avec les conseils de la commission héraldique de l'UCGL. Adopté par la commune en novembre 2015.                                     |